# Phalacrus rufipes
Phalacrus rufipes là một loài bọ cánh cứng trong họ Phalacridae. Loài này được Motschulsky miêu tả khoa học năm 1866.